# The Death of Emmett Till
The Death of Emmett Till, nota anche come The Ballad of Emmett Till, è una canzone del cantautore americano Bob Dylan sull'omicidio di Emmett Till. Till, un quattordicenne afroamericano, venne ucciso il 28 agosto 1955 da due uomini bianchi per aver tentato di corteggiare una donna bianca. Nei testi della canzone, Dylan racconta l'omicidio e il processo.

## Contesto
Nonostante la canzone non sia mai apparsa su nessuno degli album in studio di Dylan, appare invece su un certo numero di bootleg del cantautore. Una performance registrata in forma amatoriale, trasmessa dal programma radiofonico di Cynthia Gooding chiamato Folksinger's Choice all'inizio del 1962, inizia con Dylan che dice che la melodia è basata su accordi che ha ascoltato dal musicista folk Len Chandler. La melodia è abbastanza simile a quella di The House of the Rising Sun, canzone proveniente dall'album Bob Dylan. Questa esibizione venne incisa nell'album del 1972 Broadside Ballads, Vol. 6: Broadside Reunion, con lo pseudonimo di Blind Boy Grunt. Un'altra versione, registrata come demo per l'editore M. WItmark & Sons, venne pubblicata su The Bootleg Series Vol. 9 – The Witmark Demos: 1962–1964 nell'ottobre 2010.

## Accoglienza
Secondo Glenn C. Altschuler quando nel 1962 la canzone "fu trasmessa sulla radio WGES, la compagnia telefonica di Chicago riportò 8 394 segnali di occupato, praticamente tutti gli ascoltatori che cercavano di contattare la stazione". Stephen J. Whitfield definisce il testo "sdolcinato" ma descrive "la ballata" come "un tentativo precoce di continuare la tradizione della canzone popolare di protesta".